# 바코드 판독기

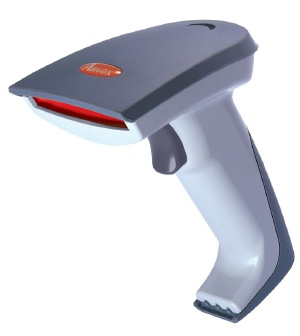
손잡이형 바코드 스캐너

바코드 판독기, 바코드 리더(barcode reader) 또는 바코드 스캐너(barcode scanner)는 인쇄된 바코드를 읽고 여기에 포함된 데이터를 컴퓨터로 보낼 수 있는 광학 스캐너이다. 평판 스캐너와 마찬가지로 광원, 렌즈, 광학 자극을 전기 신호로 변환하는 광 센서로 구성된다. 또한 거의 모든 바코드 판독기에는 센서에서 제공하는 바코드의 이미지 데이터를 분석하고 바코드 내용을 스캐너의 출력 포트로 보낼 수 있는 디코더 회로가 포함되어 있다.

## 같이 보기
- 바코드
- 바코드 배틀러
- QR 코드